# Thinophilus capensis
Thinophilus capensis är en tvåvingeart som beskrevs av Charles Howard Curran 1926. Thinophilus capensis ingår i släktet Thinophilus och familjen styltflugor.
Artens utbredningsområde är Kongo. Inga underarter finns listade i Catalogue of Life.